# Encruzilhada do Sul
Encruzilhada do Sul egy község (município) Brazíliában, Rio Grande do Sul államban. 2022-ben népességét 23 819 főre becsülték.

## Története
A Campanha-régió részét képező, az Erval-hegység által átszelt vidéket a 18. század közepén kezdték gyarmatosítani az európaiak. Ebben az időben Antônio Machado de Bitencourt földbirtokos földjeire portugál telepesek érkeztek az Azori-szigetekről, Lagunából, São Pauloból és Rio Pardoból. Ezekhez a csoportokhoz természeti népek is csatlakoztak a Misszió-területekről (Região das Missões). Az új kolónia lassan, de folyamatosan fejlődött. A hely korai neve Santa Bárbara de Encruzilhada volt, és mivel Szent Borbála (Santa Bárbara) a tüzérek védőszentje, a név közvetett tisztelgés volt a spanyolok elleni harcok idején itt állomásozó dragonyos osztag előtt. Az encruzilhada jelentése keresztút, útkereszteződés; ez arra utal, hogy a település kialakulásának helyén több út találkozott.
Kápolnájuk a 18. század végén épült fel, 1837-ben pedig a helyet plébánia rangjára emelték és Rio Pardo kerületévé nyilvánították. A farroupilha-felkelés alatt a lázadók uralták a várost, azonban 1843 decemberében császári csapatok kiverték őket, Agostinho de Melo ezredest megölték. 1849-ben Santa Bárbara de Encruzilhada kivált Rio Pardoból és 1850-ben független községgé alakult. 1874-ben az akkori tartományi kormányzó utasítására francia származású telepesek hulláma érkezett. A fejlődés legfontosabb lendületét azonban a lengyel bevándorlók adták, akiket Alfredo Alvaro da Silveira mérnöknek sikerült a térségbe csábítania. Az odaérkező lengyelek a rájuk jellemző közösségi szellemben igyekeztek saját szervezeti rendszerüket megvalósítani, és a mezőgazdasági területek művelését a lehetőségekhez mérten kiterjesztették. Az 1893–95-ös föderalista forradalom és az 1923-as lázadás alatt harcok folytak a község területén.
1938-ban a községközpontot nagyvárosi (cidade) rangra emelték. 1943-ban átnevezték Encruzilhada do Sulra.

## Leírása
Székhelye Encruzilhada do Sul, további kerületei Capitão Noronha, Cerro Partido, Coronel Prestes, Maria Santa, Pompeu Machado, Santa Bárbara. A községközpont az állami fővárostól légvonalban 136 kilométerre, 420 méter tengerszint feletti magasságon fekszik. Nedves szubtrópusi éghajlat jellemzi, az éves átlaghőmérséklet 15,5 ºC, a csapadék 1302 mm. Északról délre több patak rendszere szeli át, amelyek állandó garanciát nyújtanak a hosszan tartó aszályok veszélye ellen, és fokozzák a talaj bőséges termékenységét. Számos ásványkincset bányásznak a területén, és monacithomok-lelőhelyet is találtak, bár tóriumtartalmát nem sikerült kimutatni. Gazdaságának legnagyobb részét a szolgáltatások teszik ki. Jelentős növénytermesztése (szója, szőlő, görögdinnye) és állattenyésztése (juh, szarvasmarha, baromfi). Iparának fontos ágai a bányászat és az élelmiszeripar.

## Híres szülöttei
- José do Amaral Ferrador (1801–1879) hadvezér. 12 éves korában csatlakozott a katonasághoz, majd 12 év szolgálat után leszerelt és rendőrfőnökké nevezték ki. A farroupilha-felkelésben a lázadók oldalán harcolt, 1838-ban Dores de Camaquãnál legyőzte Chico Pedro csapatait, majd 1844-ben a Candiota-pataknál újabb vereséget mért a császáriakra. A lázadás leverése után visszaköltözött szülővárosába, ahol a földművelésnek és az állattenyésztésnek szentelte idejét. 1851-ben a császári kormány hívására Montevideóba utazott, és részt vett a La Plata-i háborúban. 1864 és 1870 között végigharcolta a paraguayi háborút, ahonnan ezredesként tért vissza. Halála után posztumusz tábornokká léptették elő a hazájának tett szolgálataiért.[3]
- João Cândido Felisberto (1880–1969) tengerész. Látván, hogy a brazil haditengerészetben milyen kegyetlenül bánnak a besorozottakkal (például megszokott büntetés volt a korbácsolás), 1910-ben felkelést robbantott ki (Revolta da Chibata) és azt követelte, hogy eltöröljék a testi fenyítést, és javítsanak a katonák életkörülményein. A lázadók elfoglaltak négy hadihajót, és végül Hermes da Fonseca elnök megígérte, hogy teljesíti a követeléseket. Azonban megszegte szavát, a lázadókat letartóztatták, sokukat halálra kínozták vagy megölték. João Cândido Felisberto megmenekült, de élete végéig kiközösítve és üldöztetve élt.[6]